# Leptogaster trifasciata
Leptogaster trifasciata là một loài ruồi trong họ Asilidae. Leptogaster trifasciata được Meijere miêu tả năm 1914. Loài này phân bố ở miền Ấn Độ - Mã Lai.